# Allée des Brouillards
L'allée des Brouillards est une voie du 18e arrondissement de Paris, en France.

## Situation et accès
Cette voie est située sur le versant nord de la butte Montmartre ; elle débute place Dalida et se termine au 4, place Casadesus.
Elle est desservie par la ligne 12 à la station Lamarck - Caulaincourt.

## Historique et origine du nom
À l'époque lointaine où des sources affleuraient encore ce petit plateau, les vapeurs d'eau qui en émanaient au contact de l'air frais formaient une sorte de brume enveloppant tout le paysage si bien que la ferme et le moulin qui y furent construits au XIIe siècle furent baptisés « des Brouillards ».
Au XVIIIe siècle, le moulin tombé en ruines ainsi que le domaine environnant furent rachetés pour y construire une demeure au fronton triangulaire surnommée le « château des Brouillards », dont l'entrée est actuellement située au 13, rue Girardon. Gérard de Nerval, tombé sous son charme, le décrivit en ces termes : « Admirable lieu de retraite, silencieux à ses heures. »
Fin XIXe, la bâtisse laissée à l'abandon est occupée par des artistes alors sans ressources : Kees van Dongen, Francisque Poulbot, Théophile Alexandre Steinlen, tandis que dans un des pavillons situés en face, au no 8, s'installe la famille Renoir. En 1906, dans ce quartier de la butte, si misérable qu’on le surnomme « le maquis », Amedeo Modigliani emménage dans une cabane en bois. Une vingtaine d'années plus tard, le château est racheté et rénové par le violoniste Marius Casadesus et cinq générations de Casadesus vont ensuite s'y succéder (la place attenante se nomme d'ailleurs place Casadesus depuis 1995).
Au XXe siècle, l’allée accueille encore d’autres artistes dont notamment, au no 4, l'acteur Jean-Pierre Aumont. Ce lieu bucolique témoin du Montmartre d'autrefois et encore épargné du tourisme de masse qui a envahi le quartier inspirera également divers auteurs :
- en 1983, Claude Nougaro, qui n'habitait pas loin[7], lui consacre une chanson, reprise en 2014 par Maurane, dont il écrit les paroles sur une musique de Richard Galliano[8],[9] ;
- en 1994, Martine Robier publie 9, allée des Brouillards chez Flammarion[10] ;
- en 2000, Christine Haydar publie Rendez-vous allée des Brouillards chez Jean-Claude Lattès[11].

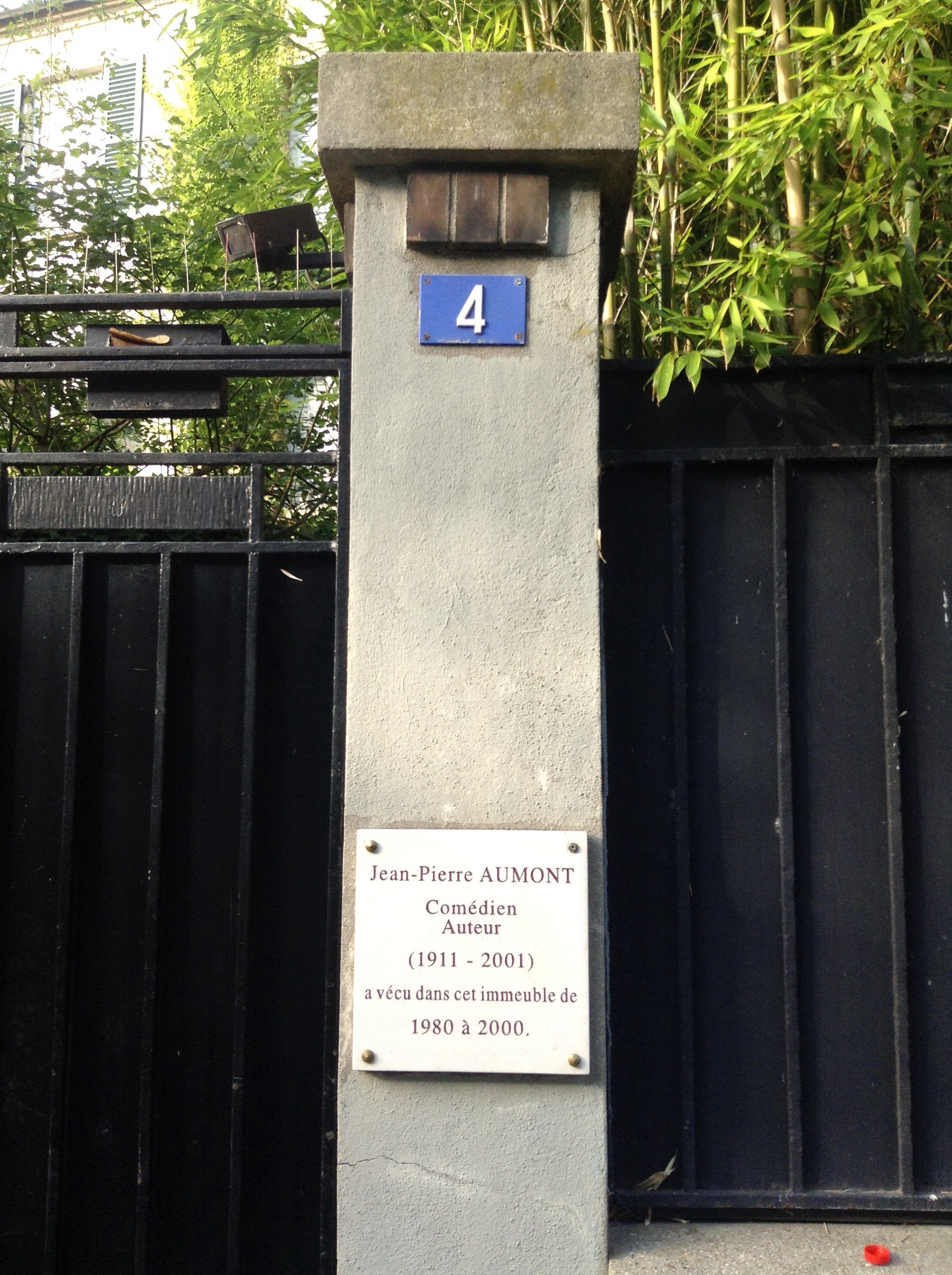
Au no 4 vécut l'acteur Jean-Pierre Aumont.
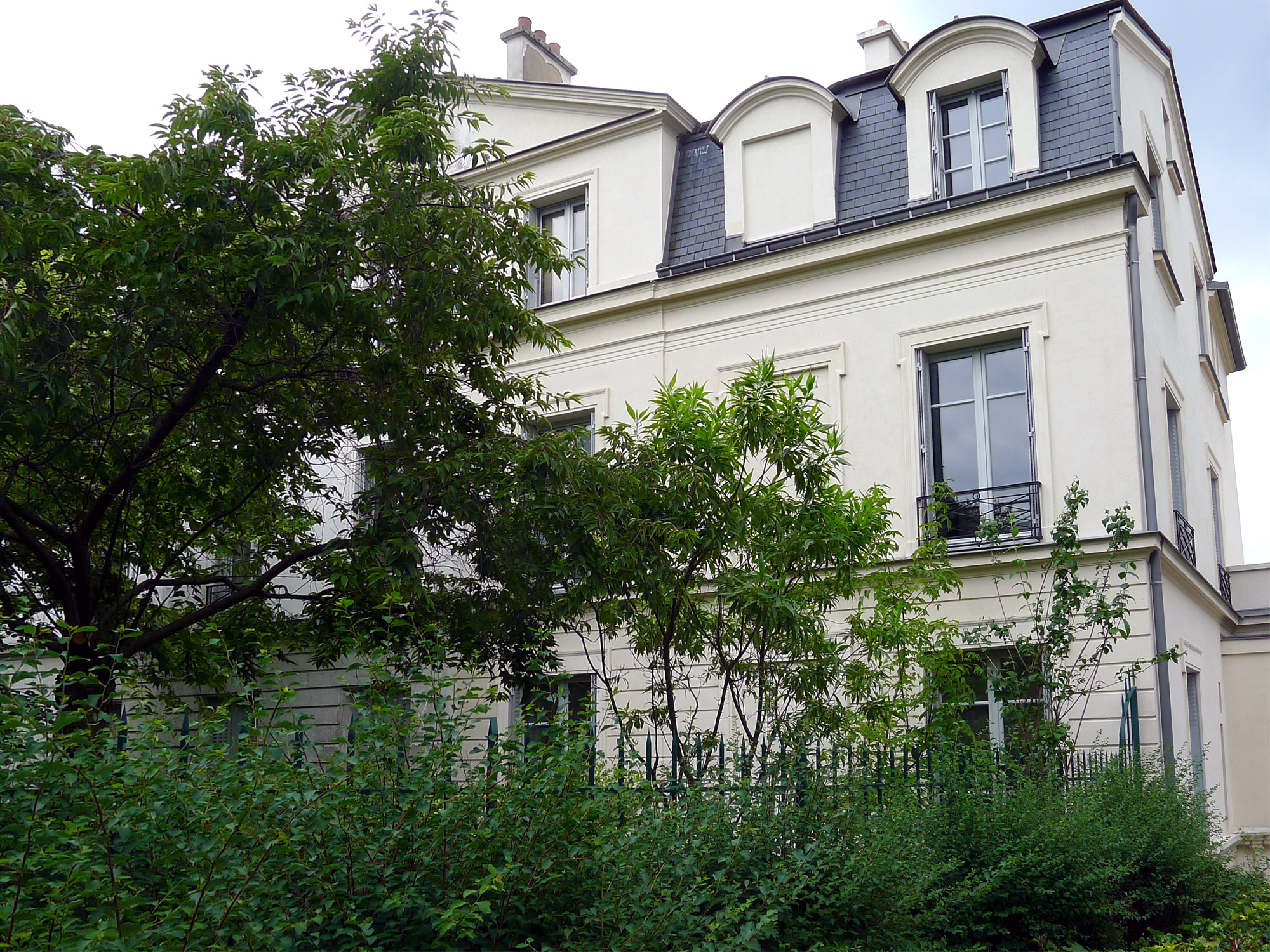
Le château des Brouillards vu de l'allée des Brouillards.